# Пуркхус, Йонгер
Йонгер Йенсина Пуркхус (фар. Jóngerð Jensina Purkhús, род. 1937) — фарерский политик и феминистка, активный член фарерской левой партии Республика. Она стала первой женщиной-министром на Фарерских островах, когда была назначена министром финансов, экономики и окружающей среды в 1985 году. С 1989 по 1991 год Пуркхус занимала пост министра экономики, социальных дел и судебной системы.

## Биография
Йонгерд Йенсина Пуркхус родилась в Клаксвуйке 22 января 1937 года в семье рыбака Якоба Паули Пуркхуса (1908-90) и его жены Элсе Иоганны Хансен (род. 1912). В её семье образованию не придавали большого значения, но поддерживали социальную и политическую программу местной Республиканской партии, стремившейся к независимости от Дании. Клаксвуйк также был центром забастовок, приводивших к столкновениям с датскими властями. Всё это породило в Пуркхус интерес к национализму и её решению начать изучать политологию.
Она окончила школу в 1953 году, но в университет не поступила. Проработав несколько лет в Клаксвуйке, она в 1960 году переехала в Копенгаген, где днём работала в бакалейной лавке, а по вечерам посещала Академический студенческий курс (дат. Akademisk Studenterkursus). Затем она успешно сдала экзамен на аттестат зрелости, который позволил ей начать читать курс политологии в Копенгагенском университете, работая в Институте социальных исследований и в качестве помощника врача, работавшего с пожилыми людьми. В 1972 году она стала первым фарерцем, получившим степень кандидата политологии (Cand.polit.). После работы в бухгалтерской фирме она вернулась на Фарерские острова в 1975 году, заняв правительственный пост, где она курировала передачу отделения Датской почтовой службы на островах в фарерское ведомство. После этого она работала в администрации почтовой службы, занимаясь бухгалтерским учётом и организацией переводов. С 1978 года она вернулась на правительственную должность, где занималась финансовым законодательством.
На избирательном фронте она впервые выдвинулась кандидатом в совет Клаксвуйка в 1978 году. На выборах 1984 года она была одной из трёх женщин, которые прошли в Лёгтинг, и все они были избраны в качестве главных кандидатов от своих партий. Баллотировавшиеся от Республиканской партии Пуркхус и Карин Кьёльбро получили соответственно 620 и 504 голоса, а избравшаяся от социал-демократов Марита Петерсен — 385. В 1985 году, будучи в коалиции с Социал-демократической партией, Новым самоуправлением и Народной партией, Пуркхус была назначена на должность министром финансов, экономики и окружающей среды, став первой женщиной-министром на Фарерских островах. В 1988—1989 годах она была избрана в Лёгтинг от Республиканской партии, которая вступила в новую коалицию с Народной партией и Партией союза. Она же занимала пост министра экономики, социальных дел и судебной системы до 1991 года. Она оставалась в Лёгтинге в течение нескольких лет в качестве члена Республиканской партии, прежде чем уйти из политики.
С 1976 года Пуркхус живёт в Вельбаставуре, где её увлечениями служат разведение домашнего скота, народные танцы и лоскутное шитьё.